# Maurice Klippel

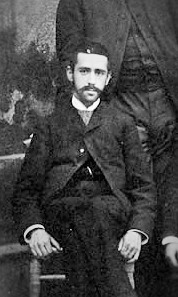
Maurice Klippel

Maurice Klippel (* 30. Mai 1858 in Mülhausen im Elsass; † 20. Juli 1942 in Vevey, Schweiz) war ein französischer Neurologe und Psychiater.

## Leben
Maurice Klippel studierte in Paris Medizin. 1884 wurde er Assistenzarzt und promovierte 1889. 1901 wurde er Krankenhausarzt. Im gleichen Jahr wurde er Oberarzt im Hospice Debrousse. 1902 erhielt er die Stelle eines Abteilungsleiters für Innere Medizin im Hôpital Tenon.
Klippel galt als fleißiger Schreiber, bekannt für seine neurologischen und psychiatrischen Veröffentlichungen. Er deckte ein breites Spektrum medizinischer Themen ab, darunter Histologie, Pathologie und angeborene Störungen. Klippel setzte sich 1924 zur Ruhe.
Mit Klippel sind folgende Deonyme verbunden:
- Klippel-Deformität, angeborener Schulterhochstand mit weiteren Fehlbildungen von Wirbeln und Rippen
- Morbus Klippel, Schwäche und Pseudoparese bei Älteren mit zerebraler Arteriosklerose
- Klippel-Feil-Syndrom, angeborene Fehlbildung mit Blockwirbelbildung und eingeschränkter Beweglichkeit der Halswirbelsäule
- Klippel-Feldstein-Syndrom, familiäre Hypertrophie der Schädeldecke ohne erkennbare funktionelle Störungen
- Klippel-Trénaunay-Weber-Syndrom, seltenes sporadisch auftretendes Fehlbildungssyndrom der Gefäße, das durch einen großen Naevus flammeus, Lymphangiome und örtlich begrenzten (partiellen) Riesenwuchs (in seltenen Fällen auch Minderwuchs) definiert wird.
- Klippel-Weil-Zeichen, ein typisches Phänomen bei spastischen Syndromen und Erkrankungen der Pyramidenbahn: passive Streckung einer Finger-Beugekontraktur führt zu unwillkürlicher Beugung der Finger und Streckung des Daumens

## Werke
- Des amyotrophies. Paris, 1889.
- Les paralysies générales progressives. Paris, 1898.
- Abscès cerébral. In: Traité de médecine von Paul Camille Hippolyte Brouardel (1837–1906) und Nicolas Augustin Gilbert (1858–1927). Paris, 1901.
- Syphilis cérébrale. In: Traité de médecine von Brouardel und Gilbert. Paris, 1901.
- Tumeurs cérebrales. In: Traité de médecine von Brouardel und Gilbert. Paris, 1901.
- Maladies des méninges. Kippel et al. Nouveau traité de médecine. Paris, 1912.
- Pathologie générale évolutive. Paris, 1921.